# Inyanim ishiayim
Inyanim ishiayim, noto anche col titolo internazionale di Personal Affairs, è un film israeliano del 2016, presentato in concorso al Festival di Cannes nella sezione Un Certain Regard. È il primo lungometraggio della regista palestinese-israeliana Maha Haj. Il film si presenta come una storia corale dove vengono messe a confronto tre generazioni di un'ordinaria famiglia palestinese in un contesto politico controverso.
È stato presente nella sezione Festa Mobile del 34° Torino Film Festival.

## Trama
A Nazareth, Nabeela e Saleh sono un marito e una moglie anziani che trascorrono una vita monotona, scandita dalle stesse abitudini. La loro routine non cambia neanche quando vanno in Svezia a trovare il loro figlio Hisham. La coppia ha altri due figli, Samar e Tarek.
A Ramallah, la figlia Samar sta per dare alla luce una bambina e nel frattempo si prende cura di "Nonnina", la suocera con demenza senile. Il marito di Samar, George, mentre lavora come meccanico, ottiene per caso una parte in un film statunitense. I suoi amici sospettano che si tratti di un ruolo da terrorista; lo stesso George nutre dei sentimenti contrastanti. La circostanza gli dà però il permesso di visitare Haifa, dove vede il mare per la prima volta.
L'ultimo dei tre figli di Nabeela e Saleh, Tarek, vive a Ramallah. Da tre mesi frequenta un'amica della sorella, Maysa, ma quando al checkpoint si rifiuta di riferire che Maysa è la sua ragazza, scoppia fra i due una lunga discussione che si protrae anche durante una lezione di tango. Tutti i personaggi portano con sé un bagaglio di sogni e di speranze: c'è chi sente la necessità di partire, chi invece vuole restare dov'è, ma tutti hanno le loro "questioni personali" da risolvere.

## Il progetto
L'idea del film nasce da un viaggio della regista in Svezia, durante il quale si domandò come si sarebbero comportati in quel luogo e in quella circostanza i suoi anziani genitori palestinesi.

## Premi e riconoscimenti
Il film vinse il premio Archie come miglior film d'esordio al Philadelphia Film Festival. Al Festival di Cannes 2016 partecipò alla competizione Un Certain Regard. La regista ricevette inoltre una candidatura per il premio Caméra d'or. Ulteriori riconoscimenti includono un premio in denaro al miglior film del valore di 100'000 NIS (circa 23'000 euro) elargito dal Festival del cinema di Haifa.